# Stazione di Higashi-Nagasaki
La stazione di Higashi-Nagasaki (東長崎駅?, Higashi-Nagasaki-eki) è una stazione ferroviaria di Tokyo che si trova a Toshima. La stazione è servita dalla linea Seibu Ikebukuro delle Ferrovie Seibu e si trova 3,1 km di distanza dal capolinea di Ikebukuro.

## Linee
Ferrovie Seibu
     ● Linea Seibu Ikebukuro
     ● Linea Seibu Toshima (servizio ferroviario)

## Struttura
La stazione possiede due marciapiedi a isola con due binari in superficie passanti.
| 1-2 | ● Linea Seibu Ikebukuro | per Tokorozawa, Hannō e Toshimaen |
| 3-4 | ● Linea Seibu Ikebukuro | per Shiinamachi e Ikebukuro       |

## Stazioni adiacenti
| «                                 | Servizio              | »                     |
| Linea Seibu Ikebukuro             | Linea Seibu Ikebukuro | Linea Seibu Ikebukuro |
| --------------------------------- | --------------------- | --------------------- |
| Shiinamachi                       | Locale                | Ekoda                 |
| Tutti gli altri treni non fermano |                       |                       |